# Anton Stensby
Anton H. Stensby (født 17. januar 2001 i Larvik) er en cykelrytter fra Norge, der kører for Team Coop-Repsol. Siden september 2019 har han ved siden af cyklingen arbejdet som journalist hos Østlands-Posten.